# Kalasala Babu
Kalasala Babu (1950 – 14 de maio de 2018) foi um ator indiano que atuou no palco, e em seriados de televisão e filmes.
Babu havia atuado em novelas de rádio enquanto estava na faculdade. Após a sua graduação em 1973, Babu atuou em Paanchajanyam, produzindo um bom desempenho. Babu atuou no Kalidasa Kala Kendram por dois anos, e trabalhou junto com O. Madhavan e K. T. Muhammed.
Depois de atuar em seu primeiro filme Inayethedi em 1977, Babu começou sua trupe de teatro 'Kalasala' em Thripunithura, que tinha artistas como Thilakan, Surasu, entre outros. O grupo começou com a peça "Thalavattom', escrito por Surasu, que se tornou um grande sucesso. No total, nove peças foram realizados, escrito por personalidades de reconhecido prestígio, tais como, P. J. Antão, Sreemoolanagaram Vijayan, N. N. Pillai, e outros. O grupo funcionou até 1980. Mais tarde, ele também trabalhou com a companhia de teatro Chalakudy Sarathy por alguns anos.
Babu teve sua primeira oportunidade no cinema, em 1977, em Inayethedi, o primeiro empreendimento de John, Paul, George Kitho, Kaloor Dennis e Antony Eastman. Ele foi escalado ao lado de Seda Smitha para este filme, que foi considerado um fracasso.
Para o final de 1999, Babu, foi lançado em Kala, 13 episódios de série de televisão. Seu papel de personagem, Rowdy Dasappan, foi bem recebida pelos telespectadores. Após isso, Babu atuou em cerca de 28 mega-seriados nos próximos três anos.
Babu fez o seu caminho de volta ao cinema com Kasthooriman em 2003 e, posteriormente, atuando no personagem e vilão papéis em vários filmes. Ele se tornou mais popular no filme o Lion como o pai de Dileep. 
Babu foi casado com a Lalitha e teve dois filhos, Viswanathan e Sreedevi. Em 18 de janeiro de 2018, ele foi internado depois de sofrer ataque cardíaco. Sua saúde ficou mais crítica quando ele acometido de acidente vascular cerebral. Morreu em 14 de maio de 2018.

## Filmografia
- Kalipp (2018)
- Queen (2018) ... Judge
- Sunday Holiday (2017) ... Unni's father
- Oppam (2016)
- Noolpalam (2016)
- Tharakangale Saakshi (2015)
- Ithiunumappuram (2015) ... Rugmini's father
- Samrajyam II: Son of Alexander (2015) ... Bomb Bhaskaran
- Two Countries (2015) ... Ullas's father
- One Day (2015) ... Sivan Pillai
- Kuruthamkettavan (2014)
- Njaanannu Party (2014)
- Life (2014)
- Ginger (2013) ... Pappachan
- ABCD: American-Born Confused Desi (2013) ... Chief Minister
- Ayaal (2013) ... Vaasu
- Malayala Nadu (2013)
- Cowboy (2013)
- Teens (2013)
- Progress Report (2013) ... Govindan Nair
- Dolls (2013) ... Raghava Kaimal
- Housefull (2013)
- Lisammayude Veedu (2013)
- Isaac Newton S/O Philipose (2013)
- Aattakatha (2013) ... Ravunni Nair
- Sound Thoma (2013) ... Vikariyachan
- Asuravithu (2012)
- Lakshmi Vilasam Renuka Makan Reghuraman (2012)
- Nadabrahmam (2012)
- Chattakkari (2012)
- Naughty Professor (2012)
- Mullamottum Munthiricharum (2012)
- Rasaleela (2012)
- Mallu Singh (2012)
- Koratty Pattanam Railway Gate (2011)
- Manushyamrugam (2011)
- Sevenes (2011)
- Payyans (2011)
- Collector (2011)
- The Metro (2011) ... Viswan
- Chekavar (2010) ... Shekharan
- Pokkiri Raja (2010)
- Nayakan (2010) ... Raman Kutty Master
- Annarakannanum Thannalayathu (2010)
- Neelambari (2010)
- Koottukar (2010)
- Kaaryasthan (2010)
- Chaverpada (2010)
- Chattambinadu (2009) ... Kattapilli Kuruppachen
- Thirunakkara Perumal (2009)
- Black Dahlia (2009) ... Sunny Kuruvila
- Puthiya Mukham (2009)
- Mayakazhcha (2008)... Vadakkemadam Thirumeni
- College Kumaran (2008) ...
- Mission 90 Days (2007) ... Commissioner
- Rakshakan (2007)
- Nanma (2007)
- Inspector Garud (2007) ... Achuthan
- Avan Chandiyude Makan (2007) ... Kunjukochan
- Kanaka Simhasanam (2006)
- Pothan Vava (2006) ... The Priest
- Chess (2006) ... Doutor
- Pachakuthira (2006)
- Mahasamudram (2006)
- Kisan (2006) ... Ministro
- Thuruppu Gulan (2006) ... Sreedharan Unnithan
- Madhuchandralekha (2006) ... Ramu
- Lion (2006) ... Balagangadhara Menon
- Sarkkar Dada (2005)
- Anandabhadram (2005)
- Ben Johnson (2005)
- Lokanathan IAS (2005) ... Koya
- Rappakal (2005) ... Shekharan
- Made in USA (2005)
- Kalyana Kurimanam (2005) ... Shiva Sankaran
- Thommanum Makkalum (2005) ... Thevar
- The Campus (2005) ... David Pulikkattil
- Ullam (2005) ... Raman Nair
- Nothing But Life (2004) ... Father Daniel
- Perumazhakkalam (2004) ... Krishna Iyer
- Mambazhakkalam (2004)
- Runway (2004)... Varkey Chinnadan
- Vajram (2004) ... Shankaran
- Freedom (2004)
- Sasneham Sumithra (2004) ... Kurup
- Ente Veedu Appuvinteyum (2003) ... Meera's father
- Balettan (2003)
- Varum Varunnu Vannu (2003) ... Narendra Varma
- Kasthooriman (2003)
- Ivar (2003)
- Chathurangam (2002)
- Varaphalam (1994)
- Pattanapravesham (1988) ... Sub Inspector
- Ariyaatha Veethikal (1984) ... Raghavan
- Kochu Kochu Thettukal (1980)
- Sreemurukan (1977) ... Sukumaran
- Inayethedi (1977)